# Gilda Casanova
Gilda Isabelis Casanova Aguilera (* 19. Dezember 1995 in Nueva Gerona) ist eine ehemalige kubanische Sprinterin, die sich auf die 400-Meter-Distanz spezialisiert hat.

## Sportliche Laufbahn
Erste internationale Erfahrungen sammelte Gilda Casanova im Jahr 2014, als sie bei den Juniorenweltmeisterschaften in Eugene in 52,59 s die Silbermedaille über 400 Meter gewann. Anschließend belegte sie beim Panamerikanischen Sportfestival in Mexiko-Stadt in 52,75 s den fünften Platz, ehe sie bei den Zentralamerika- und Karibikspielen (CAC) in Xalapa mit der kubanischen 4-mal-400-Meter-Staffel in 3:29,69 min die Goldmedaille gewann. Im Jahr darauf erreichte sie bei den IAAF World Relays 2015 in Nassau in 8:15,84 min den vierten Platz in der 4-mal-800-Meter-Staffel und im Juli belegte sie bei den Panamerikanischen Spielen in Toronto in 3:31,22 min den vierten Platz in der 4-mal-400-Meter-Staffel. Daraufhin belegte sie bei den NACAC-Meisterschaften in San José in 2:06,23 min Rang fünf im 800-Meter-Lauf. 2016 nahm sie mit der Staffel an den Olympischen Sommerspielen in Rio de Janeiro teil und schied dort mit 3:30,11 min im Vorlauf aus. 2018 belegte sie bei den CAC-Spielen in Barranquilla in 55,38 s den achten Platz über 400 Meter und verteidigte im Staffelbewerb in 3:29,48 min ihren Titel. 2019 bestritt sie ihre letzte Wettkampfsaison und beendete daraufhin ihre aktive sportliche Karriere im Alter von 23 Jahren.
In den Jahren 2014 und 2016 wurde Casanova kubanische Meisterin im 400-Meter-Lauf sowie in der 4-mal-400-Meter-Staffel.

## Persönliche Bestleistungen
- 400 Meter: 52,28 s, 2. Mai 2014 in Port-of-Spain
- 800 Meter: 2:02,50 min, 13. Juni 2014 in Havanna